# Болдырев, Владимир Иванович (полицмейстер)
Владимир Иванович Болдырев (18 (30) июля 1866, Тифлис — 17 (30) декабря 1907, Кисловодск) — штабс-капитан, начальник участка управления Грозненского, Надтеречного округа, полицмейстер Кисловодска.
Убит у входа в Казенный ресторан. Это был один из первых террористических актов, совершенных в Кисловодске..

## Биография
Сын подполковника родился 18 июля 1866 года. Православного вероисповедания, окончил курс в Тифлисском реальном училище. На службу поступил в 82-й пехотный дагестанский полк, где он и дослужился до штабс-капитана. Был последовательно начальником участка управления Грозненского округа, начальником Надтеречного участка, находился на Грозненских нефтяных промыслах, затем был назначен приставом Кисловодска.
Предшественник Болдырева, бывший пристав Кисловодска капитан Высоцкий был убит революционерами. Однако назначение на такой пост не смутило Болдырева.
В 1907 году на Грозненских нефтяных промыслах Болдырев решительно подавил восстание.
После своего назначения в Кисловодске на должность полицмейстера, Болдырев принялся за профилактические меры среди молодежи. Благодаря чему в городе прекратились беспорядки. 17 декабря 1907 года около часа ночи, Болдырев возвращался домой. В парке было темно неожиданно грянул залп. Болдырев получил шесть пулевых ранении, телохранитель Болдырева Якуб тяжело раненный в голову и грудь упал на землю. Метким выстрелом из карабина Якуб убил одного из нападавших.
Убитый был опознан, благодаря чему было арестовано ещё три человека. 

 Всех участников убийства в Кисловодске пристава Болдырева было четверо, Трое, успевших скрыться, вчера с рассветом были застигнуты на конспиративной квартире, оцепленной городовыми и казаками. При открытии дверей квартиры тяжело ранена пулей злоумышленника хозяйка дома. Двое злоумышленников, видя безвыходность своего положения, застрелились, третий из них выпрыгнул из окна второго этажа и бежал, но был убит преследовавшими его казаками. Все злоумышленники оказались местными русскими рабочими. При обыске конспиративной квартиры найдены печать кисловодской группы минераловодского комитета социал-революционной партии, небольшой типографский станок и революционная переписка..

Похороны Болдырева состоялись 19 декабря 1907 года при огромном скоплении народа.